# エフエムさかい
エフエムさかいは、大阪府堺市東区、中区、美原区および大阪狭山市の各一部地域を放送区域とする超短波放送（FM放送）をしていた特定地上基幹放送事業者である特定非営利活動法人さかいhill-front forumが保有していた特定地上基幹放送局の呼出名称である。
さかいhill-front forumは、エフエムさかいそのままの愛称でコミュニティ放送をしていた。

## 概要
免許人のさかいhill-front forum（堺市東区に所在）はコミュニティ放送のために設立された法人ではない。
スタジオは北野田駅前の堺市立東文化会館文化ホール2階入口ロビーに設置されており、観覧可能であった。
東文化会館の指定管理者が同法人から市文化振興財団に代わったため、廃局した。
公式ウェブサイトはあったが、開局時から廃局まで番組表が公開されていなかった。これについて堺市への問い合わせがあったところ、地域の様々な活動や意見を発信するため、柔軟な対応が必要であり、詳しい番組表を作成することが難しいと回答している。
以後、同法人は、防災・防犯やスポーツなどを通じたまちづくり活動を行うNPO法人として存続している。
沿革
- 2005年（平成17年）
  - 3月23日　特定非営利活動法人さかいhill-front forum設立の認証。
- 2010年（平成22年）
  - 3月3日　放送局（現・特定地上基幹放送局）の予備免許取得。
  - 6月3日　放送局の免許取得。
  - 6月6日　開局。防犯・防災など地域の安全確保を主な目的としていた[3]。
- 2015年（平成27年）
  - 4月1日　廃局。